# Катастрофа повітряної кулі в Луксорі
Катастрофа повітряної кулі сталася в єгипетському місті Луксор 26 лютого 2013 року о 07:00 за місцевим часом (05:00 UTC).
Повітряні кулі, наповнені гарячим повітрям, традиційно використовуються в Єгипті для проведення двогодинних екскурсій і демонстрації туристам місцевого ландшафту та визначних пам'яток. На висоті близько 300 метрів сталося загоряння кулі в повітрі, деякі туристи стали вистрибувати з кошика, хоча шансів на порятунок при падінні з такої висоти у них не було. В результаті вогонь охопив оболонку кулі, після чого стався вибух і кошик впав на плантацію цукрового очерету на захід від Луксора.
Загинуло 19 людей, вижило тільки двоє — один іноземний турист і пілот, вони у вкрай важкому стані були доставлені в місцеву лікарню. Влада Луксора заборонила польоти на повітряних кулях.

## Постраждалі
| Країна                | Загиблі | Ті, що вижили |
| --------------------- | ------- | ------------- |
| Гонконг               | 9       | -             |
| Японія                | 4       | -             |
| Сполучене Королівство | 2       | 1             |
| Франція               | 2       | -             |
| Єгипет                | 1       | 1             |
| Угорщина              | 1       | -             |